# 55854 Stoppani
55854 Stoppani este o planetă minoră (asteroid) din Inner Main Belt⁠(d). A fost descoperită pe 8 noiembrie 1996 la Sormano de Marco Cavagna⁠(d). 
Obiectul prezintă o orbită caracterizată de o semiaxă mare de 1,9306305417532 UAi, o excentricitate de 0,09, o înclinație de 23,3 ° în raport cu ecliptica.